# (200020) Cadi Ayyad
(200020) Cadi Ayyad es un asteroide perteneciente al cinturón de asteroides, descubierto el 14 de julio de 2007 por Claudine Rinner desde el Observatorio Chante-Perdrix Dauban, Dauban, Francia.

## Designación y nombre
Designado provisionalmente como 2007 NQ3. Fue nombrado Cadi Ayyad en homenaje a la Universidad Cadi Ayyad (UCA) una de las más importantes de Marruecos. Creada en 1978, tiene alrededor de 30.000 estudiantes en cuatro ciudades.

## Características orbitales
Cadi Ayyad está situado a una distancia media del Sol de 3,190 ua, pudiendo alejarse hasta 3,509 ua y acercarse hasta 2,872 ua. Su excentricidad es 0,099 y la inclinación orbital 17,37 grados. Emplea 2081 días en completar una órbita alrededor del Sol.

## Características físicas
La magnitud absoluta de Cadi Ayyad es 15. Tiene 6,026 km de diámetro y su albedo se estima en 0,077.